# Ginés Barrientos
Ginés Barrientos, OP (1637 - 13 de novembro de 1698) foi um prelado católico romano que serviu como Bispo Auxiliar de Manila (1680-1698).

## Biografia
Ginés Barrientos nasceu em Barrueco Pardo Villa de Sayao, Espanha, e foi ordenado sacerdote na Ordem dos Pregadores. A 29 de abril de 1680, o Papa Inocêncio XI nomeou-o Bispo Auxiliar de Manila e Bispo Titular de Troas. Em 1681, foi consagrado bispo por Manuel Fernández de Santa Cruz y Sahagún, bispo de Tlaxcala. Serviu como Bispo Auxiliar de Manila até à sua morte a 13 de novembro de 1698.

## Sucessão episcopal
Enquanto bispo, ele foi o principal co-consagrador de:
- Felipe Fernández de Pardo, Arcebispo de Manila (1681); e
- Andrés González, Bispo de Nueva Cáceres (1686).